# Athetis banghaasi
Athetis banghaasi är en fjärilsart som beskrevs av Wagner 1913. Athetis banghaasi ingår i släktet Athetis och familjen nattflyn. Inga underarter finns listade i Catalogue of Life.